# Joe Ceci
Joe Ceci, né le 30 juillet 1957, est un homme politique canadien, il est élu à l'Assemblée législative de l'Alberta lors de l'élection provinciale de 2015. Il représente la circonscription de Calgary-Fort en tant qu'un membre du Nouveau Parti démocratique de l'Alberta.